# Dammartin-les-Templiers
Dammartin-les-Templiers ist eine französische Gemeinde mit 207 Einwohnern (Stand: 1. Januar 2022) im Département Doubs in der Region Bourgogne-Franche-Comté.

## Geographie
Dammartin-les-Templiers liegt auf 415 m, etwa 19 Kilometer ostnordöstlich der Stadt Besançon (Luftlinie). Das Dorf erstreckt sich im Jura, auf einer leichten Anhöhe auf dem sogenannten ersten Plateau, einem breiten Becken am Südfuß der Jura-Randkette (Côte).
Die Fläche des 9,91 km² großen Gemeindegebiets umfasst einen Abschnitt des französischen Juras. Der Hauptteil des Gebietes wird vom breiten ersten Juraplateau eingenommen, das durchschnittlich auf 400 m liegt. Es bildet ein weites Becken ohne oberirdischen Abfluss und weist verschiedene Karstphänomene auf wie beispielsweise die Versickerungsstelle bei Fay und der Gouffre du Seu. Im Bereich von Dammartin ist das Plateau überwiegend von Acker- und Wiesland bestanden. Nach Osten reicht der Gemeindeboden in die Waldgebiete des Bois de Seu und der Forêt de l’Aiguillon. Ganz im Osten bildet das leicht in das Plateau eingetiefte Tälchen des Audeux die Abgrenzung.
Nach Norden erstreckt sich das Gemeindeareal auf den langgezogenen, bewaldeten Höhenrücken der Jura-Randkette (Côte). Dieser Kamm trennt das Plateau vom nördlich angrenzenden Doubstal und ist in Richtung Südwest-Nordost orientiert. Hier wird mit 570 m die höchste Erhebung von Dammartin-les-Templiers erreicht.
Nachbargemeinden von Dammartin-les-Templiers sind Ougney-Douvot im Norden, Bretigney-Notre-Dame und Aïssey im Osten, Glamondans im Süden sowie Champlive im Westen.

## Geschichte
Seit dem frühen 13. Jahrhundert war Dammartin Standort einer Templerkommende, die von Besançon abhängig war. Auch in Fay (2 km südlich des Dorfes) bestand eine Templerniederlassung, die jedoch vor 1373 aufgegeben wurde. Zusammen mit der Franche-Comté gelangte das Dorf mit dem Frieden von Nimwegen 1678 an Frankreich. Um Verwechslungen mit anderen Gemeinden des gleichen Namens zu vermeiden, wurde Dammartin 1922 offiziell in Dammartin-les-Templiers umbenannt.

## Sehenswürdigkeiten

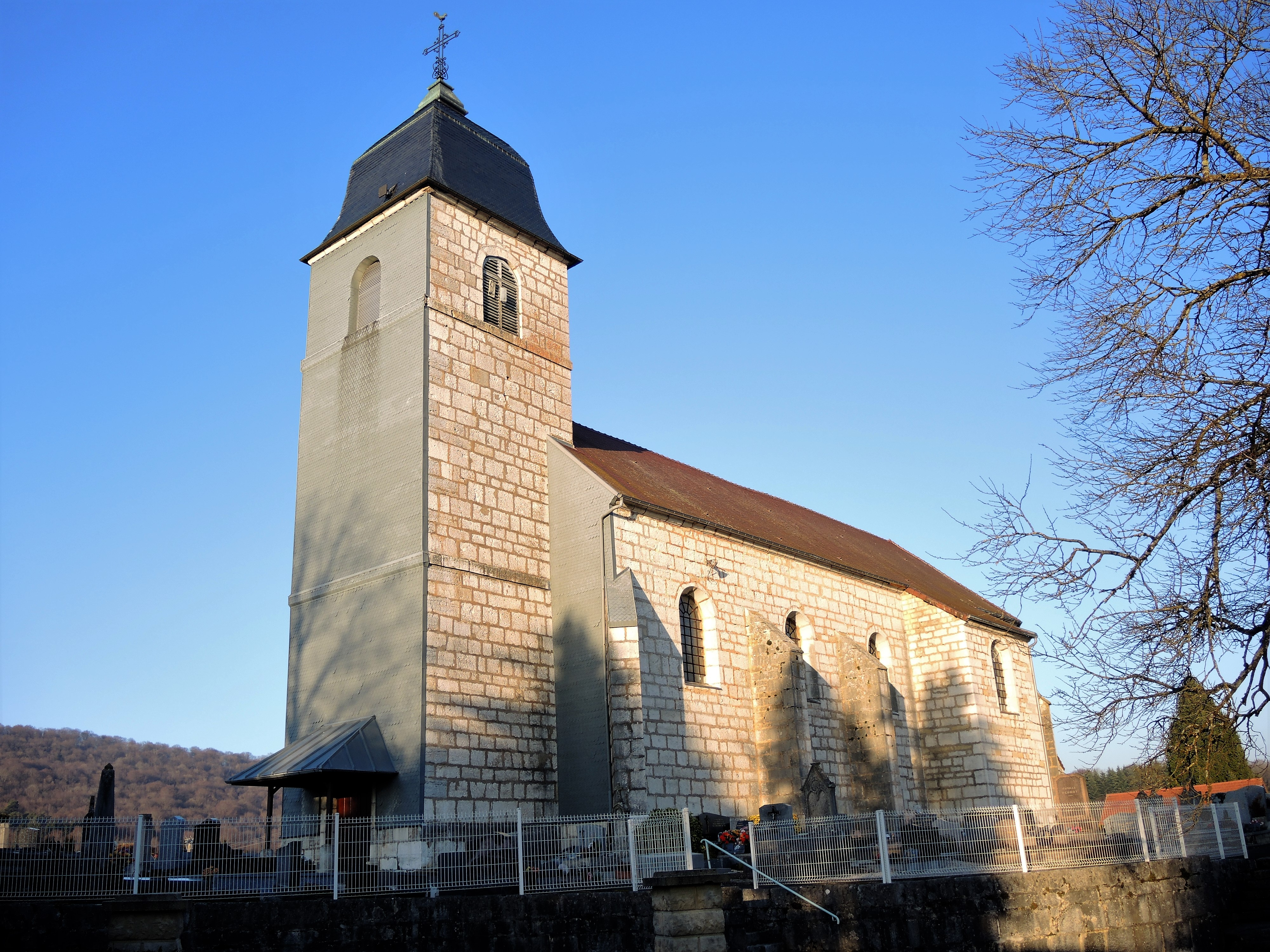
Kirche St. Martin

Die heutige Kirche St. Martin in Dammartin wurde 1742 erbaut. Erhalten ist auch die Kapelle Notre-Dame de Fay. Der Ortskern ist geprägt durch verschiedene Bauernhäuser im charakteristischen Stil der Franche-Comté aus dem 17. bis 19. Jahrhundert.

## Bevölkerung
| Jahr                       | 1962 | 1968 | 1975 | 1982 | 1990 | 1999 | 2016 |
| Einwohner                  | 157  | 144  | 120  | 132  | 174  | 191  | 206  |
| Quellen: Cassini und INSEE |      |      |      |      |      |      |      |

Mit 207 Einwohnern (Stand 1. Januar 2022) gehört Dammartin-les-Templiers zu den kleinen Gemeinden des Départements Doubs. Nachdem die Einwohnerzahl in der ersten Hälfte des 20. Jahrhunderts markant abgenommen hatte (1881 wurden noch 395 Personen gezählt), wurde seit Beginn der 1980er Jahre wieder ein kontinuierliches Bevölkerungswachstum verzeichnet.

## Wirtschaft und Infrastruktur
Dammartin-les-Templiers war bis weit ins 20. Jahrhundert hinein ein vorwiegend durch die Landwirtschaft (Ackerbau, Obstbau und Viehzucht) und die Forstwirtschaft geprägtes Dorf. Daneben gibt es heute einige Betriebe des lokalen Kleingewerbes. Mittlerweile hat sich das Dorf auch zu einer Wohngemeinde gewandelt. Viele Erwerbstätige sind Wegpendler, die in der Agglomeration Besançon ihrer Arbeit nachgehen.
Die Ortschaft liegt abseits der größeren Durchgangsstraßen an einer Departementsstraße, die von Nancray nach Baume-les-Dames führt. Eine weitere Straßenverbindung besteht mit Glamondans.